# Biblioteca Imperial de Constantinopla
A Biblioteca Imperial de Constantinopla, na capital do Império Bizantino, foi a última das grandes bibliotecas do mundo antigo. Muito tempo depois da destruição da Grande Biblioteca de Alexandria e outras bibliotecas antigas, ela preservou o conhecimento da Grécia e Roma antiga por quase 1.000 anos. Uma série de incêndios intencionais ao longo dos anos e danos durante guerras, incluindo os ataques da Quarta Cruzada em 1204, causaram danos ao edifício e aos seus conteúdos. A biblioteca continuou em relativo bom estado até a cidade de Constantinopla ser conquistada pelo Império Otomano em 1453, quando importantes conteúdos da biblioteca foram destruídos ou perdidos. A biblioteca foi fundada por Constâncio II (317-361 AC), que estabeleceu um scriptorium, de modo que as obras sobreviventes da literatura grega pudessem ser copiadas e assim conservadas. O Imperador Valente em 372 empregou quatro calígrafos gregos e três latinos. A maioria dos clássicos gregos conhecidos hoje são oriundos de cópias bizantinas originadas pela Biblioteca Imperial de Constantinopla.

## História
Na Grécia antiga a palavra escrita e a maioria da literatura era transcrita em papiro. Como o papiro começava a deteriorar-se muito rápido com o tempo, houve um movimento para transferir o material de leitura do papiro para pergaminho, como fez Constantino, o Grande, por volta do século IV, embora seu movimento tenha se limitado à Sagrada Escritura. O herdeiro de Constantino ao trono Constâncio II, continuou esse movimento. Foi o seu trabalho, que culminou com a primeiro Biblioteca Imperial de Constantinopla. Estima-se que a biblioteca tenha contido cerca de 100.000 volumes de texto antigo. O movimento foi liderado por Temístio, que comandou um grupo de calígrafos e bibliotecários.

## Conteúdo da biblioteca
Aqueles que trabalharam na transferência dos textos de papiros antigos para pergaminho dedicaram uma grande quantidade de tempo e atenção para priorizar que algumas obras fossem preservadas. Obras mais antigas, como de Homero e da história helenística foi priorizada sobre as obras Latinas [carece de fontes?].
Também não priorizadas foram trabalhos mais antigos que já não eram falados  como as obras do Período Ático. Obras como de Sófocles e outros autores, cujos trabalhos eram focados em gramática e texto foram escolhidos sobre as obras mais comuns ou contemporâneos. Devido a esta forma de preservação seletiva, muitas obras, que eram conhecidos por Temístio e que ele menciona como a tríade de filósofos estoicos estão agora perdidos. Alguns fragmentos dessas obras perdidas foram encontrados em Herculano.
Para textos de papiro que não eram traduzíveis, o grupo tentou preservá-los de deterioração revestindo-os em pergaminho.

## A destruição da biblioteca
Ao longo dos séculos, vários incêndios na Biblioteca de Constantinopla destruiram grande parte da coleção. A biblioteca foi queimada no ano de 473 e cerca de 120.000 volumes foram perdidos. No entanto, as tentativas de Temístio e Constâncio não foram inúteis, pois algumas obras foram salvas, novamente copiados e difundidos através de outros textos e obras. Consequentemente, o conhecimento moderno da  literatura grega clássica é maior do que seria se não fosse por seus esforços.
Em 1204, a biblioteca foi supostamente destruída pelos francos e venezianos da Quarta Cruzada durante o  saque da cidade Donald Queller observa que, embora alguns manuscritos foram provavelmente perdidos nos incêndios que assolaram a cidade durante a cruzada, não há indicação da existência formal de uma biblioteca imperial naquele tempo e não há fontes que mencionam manuscritos perdidos.
Enquanto houve muitos relatos sobre textos que sobreviveram a era otomana, nenhuma porção significativa da biblioteca foi recuperada. Ao Professor Carlyle (Joseph Dacre Carlyle) foi fornecido o acesso em 1800, ao Seraglio, o suposto repositório de textos sobreviventes ao período pós-Otomano, mas textos da Biblioteca Imperial não foram localizados. Uma notável exceção é a Palimpsesto de Arquimedes, localizada em 1840, traduzida em 1915 e inexplicavelmente foi encontrada em uma coleção privada e vendida em 1998.